# Edison (Ohio)

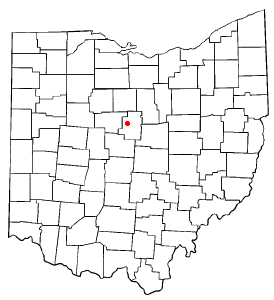
Edison na planie stanu Ohio

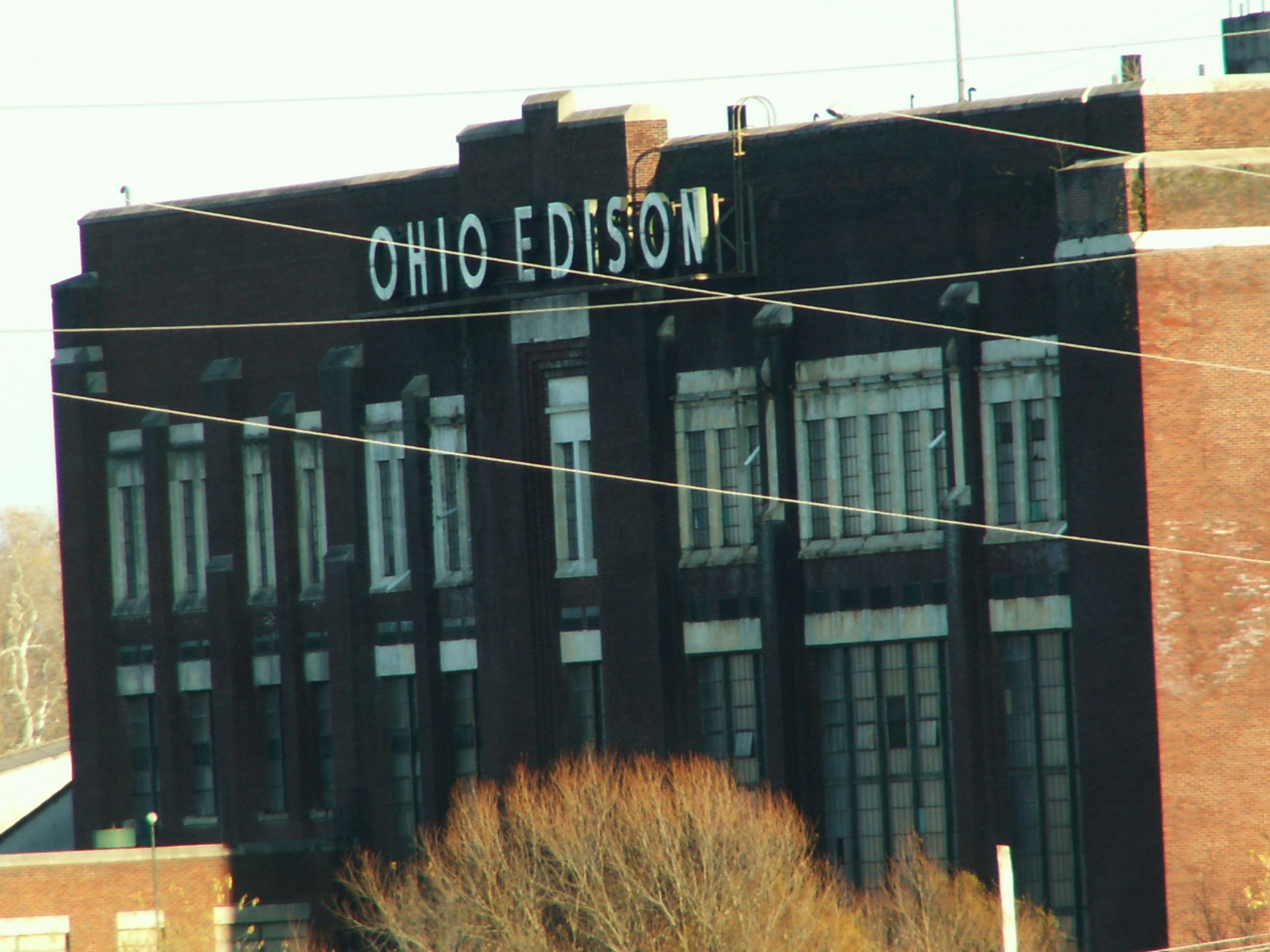
Edison, Ohio

Edison – wieś w USA, w hrabstwie Morrow, w stanie Ohio.
Miejscowość nazwano na cześć wynalazcy, Thomas Alva Edisona.
W roku 2010, 25,4% mieszkańców było w wieku poniżej 18 lat, 8,1% było w wieku od 18 do 24 lat, 26,8% było od 25 do 44 lat, 24,3% było od 45 do 64 lat, a 15,6% było w wieku 65 lat lub starszych. We wsi było 48,1% mężczyzn i 51,9% kobiet.
Liczba mieszkańców w 2010 roku wynosiła 437.